# باتريشيا جوتيريز
باتريشيا جوتيريز (15 أكتوبر 1983) سياسية فنزويلية وناشطة تشغل حاليًا منصب رئيس بلدية سان كريستوبال. وهي زوجة دانييل سيبايوس زعيم الإرادة الشعبية.

## السيرة الشخصية
ولدت جوتيريز في منطقة تييرا نيجرا وكانت واحداً من بين أربعة أطفال. تزوجت من دانيال سيبايوس في 12 أكتوبر 2007. درست الابتدائية في مدرسة لا إبيفانيا في زوليا ثم انتقلت مع عائلتها لاحقًا إلى تاشيرا، وحصلت على الدبلوم الابتدائي في مدرسة سرفانتس. تخرجت كمهندسة صناعية من جامعة تاشيرا التجريبية.
بدأت باتريشيا مسيرتها السياسية كعضو في حركة قاضي الجامعة وهي منظمة طلابية. قادت العديد من المظاهرات في فنزويلا، حيث ألقت كلمة ختامية لمسيرة نسائية جرت في سان كريستوبال في 26 فبراير 2014، نظمتها ماريا كورينا ماتشادو وليليان تينتوري في جميع أنحاء البلاد.
بعد أن ألغى زوجها منصبه كرئيس لبلدية سان كريستوبال من قبل محكمة العدل العليا بسبب الأحداث التي وقعت خلال الاحتجاجات الفنزويلية عام 2014، قررت تنصيب نفسها عمدة للبلدية. تم انتخابها بنسبة 73.2٪ من الأصوات.